# Acacia densispina
Acacia densispina é uma espécie de legume da família das Fabaceae.
Apenas pode ser encontrada na Somália.
Está ameaçada por perda de habitat.